# Liste von Rebsorten/D
Legende, Erläuterungen und Quellen: Siehe Hauptartikel!
Hinweise zu Änderungen bzw. Ergänzungen siehe Diskussion.
| Rebsorte - wichtige Synonyme | VIVC | Bild | Verw.   | H.  | Spe.  | Abstammung                                                     | Zü.J. | ha 2016 | Anbauländer                                                                                                   |
| --- | ---- | ---- | ------- | --- | ----- | -------------------------------------------------------------- | ----- | ------- | --- |
| Dabouki - Dabouk, Dabouqui, Dabuki, Malaga                                                                                           |      |      | WWT, TT | ARM | V.Vi. |                                                                |       |         | Frankreich |
| Dakapo - Gm 7225-8 |      |      | RWT     | DEU | V.Vi. | Deckrot × Portugieser Blau                                     | 1972  | 68      | Deutschland, Schweiz                                                                                          |
| Damas Rouge - Noir Fleurien |      |      | WWT     | FRA | V.Vi. | Heunisch Abkömmling                                            |       |         | Frankreich |
| Damaschino - Alicante Branco, Planta, Faranah, Valenci                                                                               |      |      | WWT     | ITA | V.Vi. |                                                                |       | 1.622   | Spanien, Portugal, Italien, Argentinien                                                                       |
| Dameron - Dameret Noir, Alicante Branco, Planta Fina, Faranah, Valenci                                                               |      |      | RWT     | FRA | V.Vi. | Pinot × Heunisch Weiss                                         |       |         | Frankreich |
| Danam - Alicante Branco, Planta Fina, Faranah, Valenci                                                                               |      |      | TT      | FRA | V.Vi. | Dabouki × Muscat Hamburg                                       | 1958  |         | Frankreich |
| Danlas |      |      | TT      | FRA | V.Vi. | Dabouki × Chasselas                                            | 1958  | 203     | Frankreich |
| Danuta |      |      | TT      | FRA | V.Vi. | Afus Ali × Sultana Moscata                                     | 1964  | 2       | Frankreich |
| Dattier de St. Vallier |      |      | WWT, TT | FRA | I. C. | Teneron × Villard Blanc                                        |       | 0       | Frankreich |
| DeChaunac - Cameo, de Chaunac, De-Chaunac                                                                                            |      |      | RWT     | FRA | I. C. | Seibel 5163 × Seibel 793                                       |       | 102     | USA, Kanada                                                                                                   |
| Debina - Dempina |      |      | WWT, TT | GRC | V.Vi. |                                                                |       | 14      | Griechenland                                                                                                  |
| Debit - Belan, Carapar, Debit Bijeli, Puljižanac, Ruzevina, Ruzevina Bijela                                                          |      |      | WWT     | YUG | V.Vi. | Bombino Bianco × Lasina                                        |       |         | Kroatien |
| Deckrot |      |      | RWT     | DEU | V.Vi. | Pinot Gris × Teinturier                                        | 1939  | 12      | Deutschland                                                                                                   |
| Dekabrskii |      |      | TT      | MDA | I. C. | Coarna Neagra × Villard Blanc                                  | 1961  | 78      | Russische Föderation                                                                                          |
| Delaware - Delavar, Delavar Rozovii                                                                                                  |      |      | WWT, TT | USA | I. C. | (Labrusca × Aestivalis) × Vitis Vinifera Subsp. Vinifera Linne | 1849  | 421     | USA, Japan, Südkorea                                                                                          |
| Delhro |      |      | TT      | FRA | V.Vi. | Alphonse Lavallee × Csaba Gyoengye                             |       | 0       | Frankreich |
| Deliciosa |      |      | RWT     | PRT | V.Vi. | Diagalves × Sultanina                                          |       | 0       | Portugal |
| Delizia di Vaprio - Delicia, Delizia di Capri, Delizio di Vaprio, I.P. 46A, Pirovano 46A, Zibibbo précoce                            |      |      | TT      | ITA | V.Vi. | Sicilien × Muscat Of Alexandria                                | 1908  |         | |
| Derechero de Muniesa - Royal de Alloza, Alloza, Arino                                                                                |      |      | RWT, TT |     | V.Vi. |                                                                |       | 29      | Spanien |
| Deve Goezue - Öküzgözü (=Ochsenauge), Deve Gözü, Karaoglan, Karga oglu, Mehmetoglu                                                   |      |      | TT      | TUR | V.Vi. |                                                                |       | 1479    | Türkei |
| Devin |      |      | WWT     | SVK | V.Vi. | Gewürztraminer × Veltliner Rotweiss                            | 1958  | 133     | Slowakei |
| Diamond |      |      | WWT, TT | USA | I. C. | Concord × Iona                                                 | 1870  |         | |
| Diminitis - Calithino Mavro, Cotico, Dimenites, Majatico                                                                             |      |      | RWT, TT | GRC | V.Vi. |                                                                |       |         | |
| Dimrit |      |      | RWT     | TUR | V.Vi. |                                                                |       | 704     | Türkei |
| Dimiat - Zoumiatiko, Smederevka, Dimyat                                                                                              |      |      | WWT, TT | BGR | V.Vi. | Heunisch Weiss × Coarna Alba                                   |       | 9.696   | Griechenland, Bulgarien, Kroatien                                                                             |
| Dindarella |      |      | RWT     | ITA | V.Vi. |                                                                |       | 7       | Italien |
| Diolinoir |      |      | RWT     | CHE | V.Vi. | Robin Noir × Pinot Noir                                        | 1970  | 122     | Schweiz, Italien                                                                                              |
| Disecka - Diseca Ranina Bijela, Petrinska Ranina, Petrinska Bijela                                                                   |      |      | WWT     | SVN | V.Vi. |                                                                |       |         | Kroatien |
| Docal - Borralho, Doçal Aragão, Doçal Grande                                                                                         |      |      | RWT     | PRT | V.Vi. |                                                                |       | 0       | Portugal |
| Docal de Refoios |      |      | RWT     | PRT | V.Vi. |                                                                |       |         | |
| Doçal Graudo |      |      | RWT     | PRT | V.Vi. |                                                                |       |         | |
| Doina |      |      | RWT, TT | MDA | I. C. | Coarna Neagra × Mixture Of Pollen Seyanets 35 + S. V. 23-657   | 1968  | 227     | Russische Föderation                                                                                          |
| Dolcetto - Acqui, Barbirono, Beina                                                                                                   |      |      | RWT     | ITA | V.Vi. |                                                                |       | 4.545   | Italien, USA, Argentinien, Australien, Neuseeland                                                             |
| Dolciame - Malfiore, Parlano, Uva Delle Vecchie, Uva Dolce                                                                           |      |      | WWT     | ITA | V.Vi. |                                                                |       | 6       | Italien |
| Domina |      |      | RWT     | DEU | V.Vi. | Portugieser Blau × Pinot Noir                                  | 1927  | 375     | Deutschland, Ungarn                                                                                           |
| Dominga - Alvaro de Soire, Alvaro de Sousa, Boal                                                                                     |      |      | WWT, TT | ESP | V.Vi. |                                                                |       |         | Spanien |
| Dona Blanca - Graciosa |      |      | WWT, TT | ESP | V.Vi. |                                                                |       | 204     | Portugal |
| Dona Joaquina |      |      | WWT     | PRT | V.Vi. |                                                                |       | 11      | Portugal |
| Donaris |      |      | WWT     | ROU | V.Vi. | Bicane × Muscat Hamburg                                        | 1985  | 1       | Rumänien |
| Donauriesling |      |      | WWT     | AUT | I. C. | Riesling Weiss × Freiburg 589- 54                              | 1978  |         | Österreich |
| Donauveltliner |      |      | WWT     | AUT | I. C. | Grüner Veltliner × Seyval Blanc (SV 5276)                      | 1996  |         | Österreich |
| Donzelinho Branco |      |      | WWT     | PRT | V.Vi. |                                                                |       | 64      | Portugal |
| Donzelinho Roxo |      |      | WWT     | PRT | V.Vi. |                                                                |       | 0       | Portugal |
| Donzelinho Tinto - Donzellinho do Castello                                                                                           |      |      | RWT     | PRT | V.Vi. |                                                                |       | 34      | Portugal |
| Doradilla |      |      | WWT     | ESP | V.Vi. |                                                                |       | 40      | Spanien |
| Doral |      |      | WWT     | CHE | V.Vi. | Chasselas × Chardonnay                                         | 1965  | 35      | Schweiz |
| Dorinto - Arinto Branco, Arinto Cachudo, Arinto de Tras Os Montes, Arinto do Douro, Arinto do Interior, Arinto no Douro              |      |      | WWT     | PRT | V.Vi. |                                                                |       | 70      | Portugal |
| Dornfelder |      |      | RWT, TT | DEU | V.Vi. | Helfensteiner × Heroldrebe                                     | 1955  | 7.871   | Anbauländer Deutschland, Ungarn, Vereinigtes Königreich, Rumänien, Schweiz, USA, Kanada, Tschechien, Thailand |
| Dostoinyi |      |      | RWT     | RUS |       | Filloseroustoichivyi Dzhemete × Muscat Hamburg                 |       | 65      | Russische Föderation                                                                                          |
| Douce Noire Grise - Douce Noire Grise, Batarde Ronde, Dame Noire, Douce Noire Du Boi, Alicante Branco, Planta Fina, Faranah, Valenci |      |      | TT      | FRA | V.Vi. |                                                                |       | 7.871   | |
| Doukkali - Bezzoul El Aouda, Bezzoul El Hamra                                                                                        |      |      | WT      | MAR | V.Vi. |                                                                |       | 16557   | Marokko |
| Doux d’Henry - Doun dHenry, Doux dEnry, Doux dHenry, Doux dHenry Nera, Doux dHenry Nero, Gros dHenry                                 |      |      | RWT, TT | ITA | V.Vi. |                                                                |       | 6       | Italien |
| Droujba - Drujba |      |      | WWT, TT | BGR | I. C. | Misket Kailachki × (Zarya Severa × Muscat Hamburg)             |       | 3       | Moldawien |
| Drupeggio - Canaiolo Bianco, Drupeccio, Lupeccio, Promaticca, Canaiolo Bianco                                                        |      |      | WWT     | ITA | V.Vi. |                                                                |       | 81      | Italien |
| Duna Gyoengye - Canaiolo Bianco |      |      | RWT     | HUN | I. C. | Rayon D"Or × Csaba Gyoengye                                    | 1966  | 45      | Ungarn |
| Dunaj |      |      | RWT     | SVK | V.Vi. | Muscat Bouschet × Blauer Portugieser × Saint Laurent           | 1951  | 46      | Slowakei |
| Dunavski Lazur - Dunajski Lazur |      |      | WWT, TT | BGR | I. C. | Villard Blanc × Rkatsiteli                                     |       | 483     | Russische Föderation                                                                                          |
| Dunkelfelder |      |      | RWT     | DEU | V.Vi. | Madeleine Angevine × Teinturier                                |       | 291     | Deutschland, Vereinigtes Königreich, Schweiz, Kanada                                                          |
| Duras - Cabernet Duras, Durade, Duras Femelle                                                                                        |      |      | RWT     | FRA | V.Vi. | Tressot × Savagnin = Traminer                                  |       | 785     | Frankreich |
| Durasa - Balau, Balo, Barbera Rotonda, Bonarda                                                                                       |      |      | RWT     | ITA | V.Vi. |                                                                |       | 6       | Italien |
| Durella |      |      | WWT     | ITA | V.Vi. |                                                                |       | 480     | Italien |
| Dureza |      |      | RWT     | FRA | V.Vi. |                                                                |       |         | |
| Durif - Petite Syrah, Petite Sirah                                                                                                   |      |      | RWT, TT | FRA | V.Vi. | Peloursin × Syrah                                              |       | 4.807   | Chile, Brasilien, USA, Südafrika, Australien, Mexiko                                                          |